# جيرالد دوبز
جيرالد دوبز (بالإنجليزية: Gerald Dobbs)‏ هو لاعب كرة قدم بريطاني، ولد في 24 يناير 1971 في لامبث ‏ في المملكة المتحدة. لعب مع كارديف سيتي ونادي كورك سيتي ونادي ويمبلدون.

## وصلات خارجية
- جيرالد دوبز على موقع قاعدة بيانات كرة القدم.إي يو (الإنجليزية)
- جيرالد دوبز على موقع Soccerbase.com (لاعب) (الإنجليزية)
- جيرالد دوبز على موقع عالم كرة القدم.نت (الإنجليزية)